# Thalpophila albisignata
Thalpophila albisignata là một loài bướm đêm trong họ Noctuidae.